# Ентоні Кротяк
Ентоні Кротяк (англ. Anthony L. Krotiak; нар. 15 серпня 1915, Чикаго — пом. 8 травня 1945, Лусон) — американський військовослужбовець, рядовий першого класу армії США часів Другої світової війни. Кавалер Медалі Пошани (посмертно), удостоєний найвищої відзнаки за проявлений героїзм та самопожертву в ході битви за Лусон.
Ентоні Кротяк вступив зі свого рідного міста Чикаго, штат Іллінойс до лав американської армії у листопаді 1941 року. Брав активну участь у бойових діях на Тихому океані. 8 травня 1945 року, будучи рядовим першого класу в роті «I» 148-го піхотного полку 37-ї піхотної дивізії, він бився з противником на перевалі Далтона, на острові Лусон, Філіппіни. В ході бою воїн накрив своїм тілом кинуту японцями гранату, пожертвувавши собою, щоб захистити своїх побратимів. За ці дії наступного року, 13 лютого 1946 року, він був посмертно нагороджений медаллю Пошани.
Ентоні Кротяк, якому на момент смерті було 29 років, був похований на кладовищі Гробу Господнього в Алсіпі, штат Іллінойс.